# 주 정정왕
동주 정정왕 희개(東周 貞定王 姬介)는 주나라의 28대 왕이다.

## 사적
정정왕 16년, 진(晉)나라의 3경(卿) 위(魏), 한(韓), 조(趙)가 지씨(智氏)를 멸하고 그 땅을 삼분했다. 이때부터 3가(家)가 진나라를 삼분하는 형세가 형성되었다.
재위 기간은 28년이었다. 죽은 뒤 자식들이 자리를 다퉈 왕실은 더욱 쇠약해졌다.